# Ализаде, Кимия
Кимия Ализаде Зенурин (перс. کیمیا علیزاده زنوزی‎; род. 10 июля 1998, Кередж, Иран) — болгарская тхэквондистка иранского происхождения. Завоевав на Олимпиаде 2016 года «бронзу», стала первой в истории Ирана олимпийской медалисткой. Почётный гражданин Софии (2024).

## Биография

### Личная жизнь
Кимия родилась в Карадже. Родилась семье иранских азербайджанцев. Её отец из Зонуза недалеко от Тебриза, а мать из Ардебиля. До тех пор, пока после Олимпийских игр 2016 года её фамилия была неправильно записана как Зенурин.

### Эмиграция
В январе 2020 года Ализаде решила покинуть Иран и перебраться в одну из европейских стран. Первым об отъезде спортсменки сообщило иранское новостное агентство ISNA, после чего девушка подтвердила слухи о своей эмиграции в сети «Instagram». Причиной такого поступка Ализаде назвала отсутствие свободы при выступлении за Иран на международной арене. По её словам «она всегда должна была повторять те слова, которые ей указывали, и носить ту одежду, которую приказывали».
Тем не менее, Ализаде планирует принять участие в Олимпийских играх 2020 года в Токио и рассматривает возможность представлять на них Германию.